# Rolf Nevanlinna

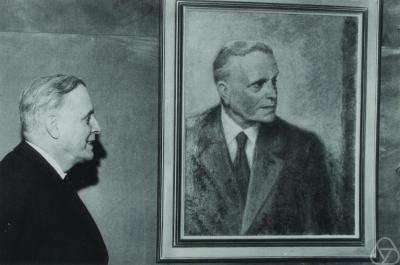
Rolf Nevanlinna

Rolf Herman Nevanlinna (* 22. Oktober 1895 in Joensuu; † 28. Mai 1980 in Helsinki) war ein finnischer Mathematiker. Er gilt als einer der führenden Vertreter der Funktionentheorie im 20. Jahrhundert.

## Leben

### Kindheit und Jugend

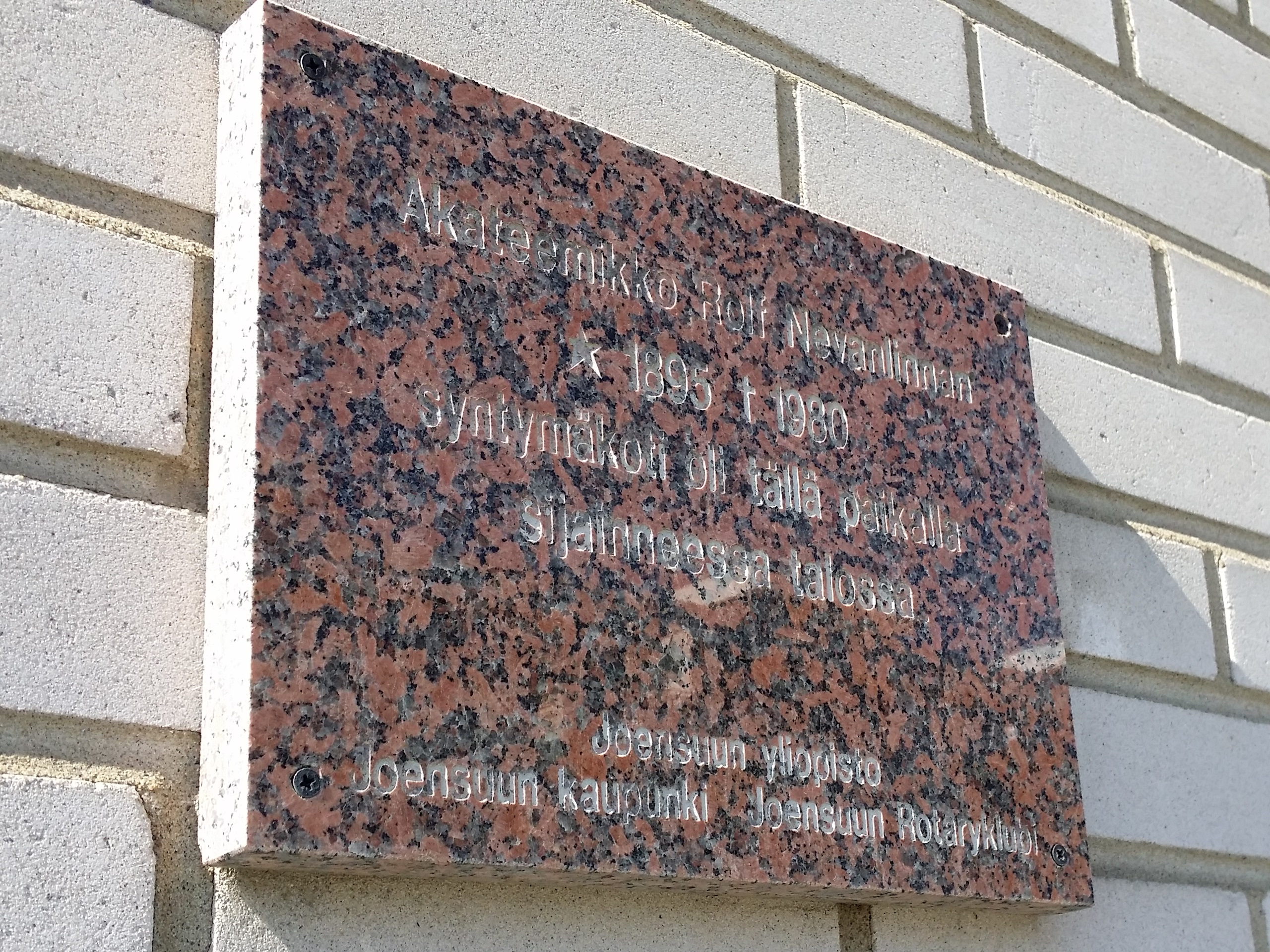
Gedenktafel am Geburtshaus von Rolf Nevanlinna, Koulukatu 25, Joensuu, Finnland

Rolf Nevanlinnas Vater war Otto Wilhelm Neovius, der als Gymnasiallehrer in Joensuu arbeitete. Dieser hatte wie zwei seiner vier Brüder Mathematik und Physik studiert. Rolfs Mutter Margareta (eigentlich: Margarete) Romberg, die Tochter des deutschen Astronomen Hermann Romberg (1836–1898), hatte er während seiner Promotion an der Pulkowo-Sternwarte kennengelernt und sie im Sommer 1892 geheiratet. Rolf wurde 1895 als ihr zweites Kind geboren, ein Jahr vor ihm kam sein Bruder Frithiof zur Welt, ein Jahr nach ihm seine Schwester Anna. 1901 wurde sein jüngerer Bruder Erik geboren.
Im Jahre 1906 änderte die Familie ihren Nachnamen. Nevanlinnas Vorfahren hatten ihren ursprünglichen finnischen Namen um 1730 abgelegt und nach ihrer Herkunft Uusikylä (finnisch für Neudorf) den schwedischen Namen Nyman (auf Deutsch Neumann) angenommen. Dieser Name wurde später zu Neovius latinisiert. Fälschlicherweise wurde dieser Name mit Neovia, dem latinisierten Namen einer Festung an der Newa-Mündung in Verbindung gebracht. Mit der einsetzenden Fennisierung kam die Familie so zum Namen Nevanlinna (linna: finnisch für Burg).
Die Kinder wuchsen zweisprachig auf, zu Hause wurde vor allem Schwedisch gesprochen, in der Schule war die Unterrichtssprache Finnisch.
Rolf kam 1902 direkt in die zweite Klasse der privaten Grundschule von Vatanen, da er sich bereits im Selbststudium Lesen und Schreiben beigebracht hatte. Nachdem er allerdings eine mäßige Betragensnote (eine 6 im finnischen Notensystem) erhalten hatte, weigerte er sich, weiterhin die Schule zu besuchen. Dies änderte sich erst, als sein Vater als Nachfolger seines Bruders Lars zum Oberstudienrat des schwedischsprachigen Reallyzeums in Helsinki ernannt worden war und die Familie im August 1903 somit dorthin zog. Nach einer Unterbrechung von 1½ Jahren kam Nevanlinna in die dritte Klasse der Grundschule Alli Nissinen. Anschließend besuchte er das Finnische Normallyzeum. Er gehörte immer zu den besten Schülern seiner Klasse. Im letzten Schuljahr wurde sein eigener Vater sein Mathematiklehrer.
In seiner Freizeit spielte er gerne Fußball, auch las er sehr viel. Einer seiner Lieblingsautoren war Zacharias Topelius. Indem er Andersens Märchen im Original las, brachte er sich Dänisch bei. Später lernte er auch Deutsch und Französisch im Selbststudium. Außerdem spielte Musik eine wichtige Rolle in seinem Leben. An der Orchesterschule von Helsinki lernte er Geige. Auch zu Hause wurde viel musiziert, seine Mutter spielte Klavier, sein Bruder Frithiof Cello. Der Musik blieb er zeit seines Lebens verbunden, besonders schätzte er Jean Sibelius.

### Studium
Nach einem Selbststudium des Lehrbuchs Einführung in die höhere Analysis von Ernst Lindelöf entschied sich Nevanlinna für ein Studium der Mathematik, zu welchem er sich im Mai 1912 an der Universität Helsinki immatrikulierte. Lindelöf war auch sein wichtigster Lehrer. Das Magisterexamen legte er in den Hauptfächern Mathematik, Physik und Astronomie ab, daneben noch in Chemie. Aufbauend auf seiner Magisterarbeit schrieb er auch seine Doktorarbeit bei Lindelöf. Kurzzeitig hatte er den Plan, sich wie viele Kameraden freiwillig zum Königlich-Preußischen Jägerbataillon zu melden, kam jedoch auf Anraten seines Vaters wieder davon ab. 1916 zog er sich ein halbes Jahr aufs Land nach Vuosaari zurück, da in Helsinki infolge des Ersten Weltkrieges Lebensmittelknappheit herrschte und er zudem erkrankt war. Nach seiner Rückkehr wurde er zum Militär gemustert, jedoch als untauglich eingestuft.
Die Promotion erfolgte im Mai 1919 mit der Arbeit Über beschränkte Funktionen, die in gegebenen Punkten vorgeschriebene Werte annehmen. Opponent war Jarl Lindeberg.

### Heirat und Beruf
Bereits während seiner Magisterarbeit hatte er sich mit seiner Cousine Mary Selin verlobt, die Verlobung aber wieder aufgelöst. Im Januar 1919 verlobten sich die beiden erneut und heirateten im Sommer desselben Jahres in Wyborg.
Nevanlinna fand eine Anstellung als Aushilfslehrer in der Neuen Koedukationsschule im Helsinkier Stadtteil Kruununhaka. Das Gehalt reichte jedoch nicht aus, sodass er zusätzlich auf Vermittlung seines Bruders Frithiof Assistenzmathematiker bei der Lebensversicherungsgesellschaft Salama wurde. 1922 wurde er Privatdozent an der Universität Helsinki.
Zwischen 1920 und 1930 wurden die vier Kinder der Familie geboren: Kai (1920), Harri (1922), Arne (1925–2016) und Sylvi (1930).

### Wissenschaftliche Leistungen
Neben seinen drei Anstellungen forschte er weiterhin in dem Gebiet seiner Doktorarbeit und anderen funktionentheoretischen Themen. Teilweise arbeitete er dabei mit seinem Bruder Frithiof zusammen. Auf dem Skandinavischen Mathematiker-Kongress im Juli 1922 hielten beide Vorträge über ihre Forschung. Bei dieser Gelegenheit hatte Nevanlinna erstmals Kontakt zu ausländischen Mathematikern. Aus den Vorträgen der beiden Brüder ging eine gemeinsame Arbeit hervor, die außergewöhnlich positive Rezensionen erhielt und über die Lars Ahlfors später sagte, dass die Funktionentheorie nach ihrem Erscheinen nicht mehr dieselbe war wie früher.
Als Nevanlinnas bedeutendste mathematische Leistung gilt aber wohl die von ihm in einer 1925 erschienenen Arbeit entwickelte Werteverteilungstheorie meromorpher Funktionen, die heute als Nevanlinna-Theorie bekannt ist. Hermann Weyl bezeichnete das Erscheinen dieser Arbeit später als eines der wenigen großen mathematischen Ereignisse unseres Jahrhunderts. Ausführlichere Darstellungen seiner Theorie gab Nevanlinna später in seinen Büchern Le théorème de Picard-Borel et la théorie des fonctions méromorphes (1929) und Eindeutige analytische Funktionen (1936). Grundgedanke der Nevanlinna-Theorie ist es, eine quantitative Fassung des Satzes von Picard zu geben. Für ganze Funktionen waren bereits entsprechende Resultate von Émile Borel und anderen Mathematikern mit Hilfe des Maximalbetrags {\displaystyle \max _{|z|=r}|f(z)|} einer ganzen Funktion {\displaystyle f} angegeben worden. Der Maximalbetrag ist jedoch für meromorphe Funktionen ungeeignet und Nevanlinna führte mit der heute Nevanlinna-Charakteristik genannten Größe ein Maß für das Wachstum einer meromorphen Funktion ein, das auch für ganze Funktionen oft bessere Eigenschaften als der Maximalbetrag hat. Später befasste sich Nevanlinna auch mit Riemannschen Flächen, worüber er das Buch Uniformisierung schrieb.
Nevanlinna wurde 1924 Mitglied der Finnischen Akademie der Wissenschaften in Helsinki.

### Professor in Helsinki
1926 wurde er zum Professor der Mathematik an die Universität Helsinki berufen, er setzte sich dabei gegen seinen Mitbewerber Pekka Myrberg durch. Mit der Professur gab er seine Stelle als Aushilfslehrer auf. Seine Anstellung bei Salama behielt er jedoch weiterhin, dort wurde er 1930 zum Chefmathematiker befördert.
1933 wurde er Dekan des mathematisch-naturwissenschaftlichen Fachbereichs und kam dadurch mit der Universitätsverwaltung in Berührung. Auch außerhalb des universitären Bereiches genoss er Ansehen, so wurde er 1935 Mitglied der Abiturientenprüfungskommission und bald darauf ihr Vorsitzender.

### Auslandsreisen
Nevanlinnas erste Auslandsreise führte ihn 1924 nach Göttingen, wo er mit Edmund Landau, Richard Courant und David Hilbert zusammentraf. Eine weitere Reise unternahm er 1926 nach Paris, wo er Émile Borel, Jacques Hadamard und Paul Montel traf. Im Wintersemester 1928/1929 vertrat er Hermann Weyl an der ETH Zürich, wohin er sich zusammen mit seiner Familie begab. Als bekannt wurde, dass Weyl nicht nach Zürich zurückkehren würde, da er einen Ruf nach Göttingen angenommen hatte, bot man Nevanlinna die Stelle an. Obwohl das Gehalt drei Mal so hoch wie in Helsinki gewesen wäre, lehnte er ab und begründete dies mit seiner Loyalität gegenüber Helsinki und dem Wunsch, dass seine Kinder in Finnland aufwachsen. Ebenso lehnte er auch eine ihm kurz daraufhin angebotene Professur in Stanford ab.
Von Zürich aus reiste er allein nach Paris weiter, wofür er ein Rockefeller-Stipendium erhalten hatte. Eigentlich hatte er nach Großbritannien reisen wollen, doch dazu reichten seine Englisch-Kenntnisse nicht aus.
Im Semester 1936/1937 hielt er eine Gastprofessur in Göttingen, da Helmut Hasse dringend Ersatz für die aus politischen Gründen in die USA emigrierten Professoren Courant und Weyl suchte. Nevanlinnas politisches Gutachten vom Januar 1936 ist durchweg positiv. Eine eigentlich geplante Verlängerung der Anstellung lehnte er jedoch wie zuvor in Zürich ab.

### Zeit des Krieges
Auch während des Zweiten Weltkrieges hielt Nevanlinna gute Beziehungen zu Deutschland aufrecht und reiste wiederholt dorthin. In einem Bericht der nach dem Krieg tätigen kommunistischen Staatspolizei behauptet diese sogar, er hätte die finnische Naziströmung aktiv unterstützt.
1940 widmete er sich ballistischen Berechnungen zu Kriegszwecken, er schrieb eine Abhandlung über die Berechnung der Normalflugbahn eines Geschosses. An der Front von Hanko wurde er dadurch geehrt, dass er die erste Kanonensalve auf die russischen Gegner abfeuern durfte.
In einer von André Weil und dessen Biographen stark ausgeschmückten Episode spielt Nevanlinna eine entscheidende Rolle: Weil wurde 1939 der Spionage für die Sowjetunion verdächtigt und in Helsinki festgenommen. Am Abend vor der geplanten Hinrichtung Weils soll der zuständige Polizeichef auf einem Galadiner zufällig Nevanlinna getroffen haben und dessen Bitte entsprochen zu haben, Weil nur des Landes zu verweisen. Nevanlinna dagegen berichtet in seinen Erinnerungen, dass er zwar zufällig mit dem Staatssekretär im Außenministerium über Weil gesprochen hatte, die Idee der Ausweisung jedoch nicht von ihm stamme. Auch in Weils Akte bei der Staatspolizei gibt es keinen Hinweis auf eine geplante Hinrichtung.
1942 wurde Nevanlinna auf Wunsch des finnischen Außenministers Rolf Witting Vorsitzender des SS-Freiwilligenkomitees. Dabei war er allerdings nicht mehr mit der Rekrutierung neuer Freiwilliger beschäftigt, sondern nur noch mit der Rückführung bereits entsendeter Bataillone. Nachdem er im April 1943 zu Gesprächen mit der SS-Führung nach Berlin gereist war, erfolgte die Rückführung dann im Juni desselben Jahres.
Nevanlinna war Gründungsmitglied der Deutsch-Finnischen Gesellschaft im November 1942; 1944 wurde er Vorstandsmitglied.
In die Zeit des Krieges fällt auch seine Wahl zum Rektor der Universität im Jahr 1941, bei der er sich gegen den Vizerektor Edwin Linkomies durchsetzte. Bei der Wahl zum Kanzler 1944 musste er sich jedoch mit dem dritten Platz begnügen.
Als Linkomies 1943 Ministerpräsident von Finnland wurde, sollte Nevanlinna in seinem Kabinett Unterrichtsminister werden, was aber vermutlich am Widerstand der Sozialdemokraten scheiterte.

### Nach dem Krieg
Nevanlinna wurde 1944 zum Rektor wiedergewählt, in den Jahren nach Kriegsende ging es vor allem um die Instandsetzung der beschädigten Gebäude. Nach Regierungsantritt von Juho Kusti Paasikivi trat er jedoch 1945 auf Grund politischen Drucks zurück.
Er verlagerte sein Interesse hin zur Klärung des physikalischen Weltbildes durch mathematische Methoden. In den 1950er Jahren entwickelte er – wieder zusammen mit seinem Bruder Frithiof – eine koordinatenfreie Vektorrechnung, die absolute Analysis.
1950 reiste er zum ersten Mal in die USA zur Neugründung der Internationalen Mathematischen Union in New York, später wurde er für die Periode 1959 bis 1962 zu ihrem Präsidenten gewählt. Ein Jahr darauf folgte seine erste Reise nach Großbritannien an die Universität Cambridge.

### Professor in Zürich
1946 hielt Nevanlinna erneut eine Gastprofessur in Zürich, verlängerte diese jedoch diesmal. Sein Nachfolger in Helsinki wurde sein Bruder Frithiof. 1947 war Nevanlinna zum Mitglied der neugegründeten Akademie von Finnland vorgeschlagen worden, die die Aufgabe hatte, den Staat bei der zukünftigen Wissenschaftsplanung zu beraten und die Wissenschaft zu fördern. Nach einigen Streitigkeiten kam es dann 1948 zur Ernennung mit dem Ehrentitel Akademiker durch den Staatspräsidenten. Um in der Akademie von Finnland wirken zu können, wurde seine ordentliche Professur in Zürich 1949 in eine Ehrenprofessor umgewandelt.

### Neue Ehe
Bereits vor dem Krieg hatte Nevanlinna die Sängerin und Schauspielerin Mary Hannikainen kennengelernt. Diese Beziehung wurde nach dem Tod ihres Mannes enger, 1944 hätte er sich ihretwegen fast von seiner Frau Mary Nevanlinna scheiden lassen. Neben dieser Beziehung verliebte er sich in die Kunsthistorikerin Sinikka Kallio-Visapää. 1946 wurde ihre Tochter Kristiina geboren, die mit den vier anderen Kindern der Familie Visapää aufwuchs, wovon über viele Jahre nur Mary Nevanlinna und Sinikkas Ehemann Niilo Visapää informiert waren. Er versuchte die Beziehung zu Sinikka insbesondere vor Mary Hannikainen geheim zu halten, doch diese kam im Mai 1956 dahinter, als sie die beiden in Nevanlinnas Wohnung in Zürich überraschte, und informierte auch seine Frau darüber. Die Ehen Nevanlinna und Visapää wurden geschieden und im November 1958 heiratete Nevanlinna in Paris Sinikka Kallio-Visapää.

### Letzte Jahre

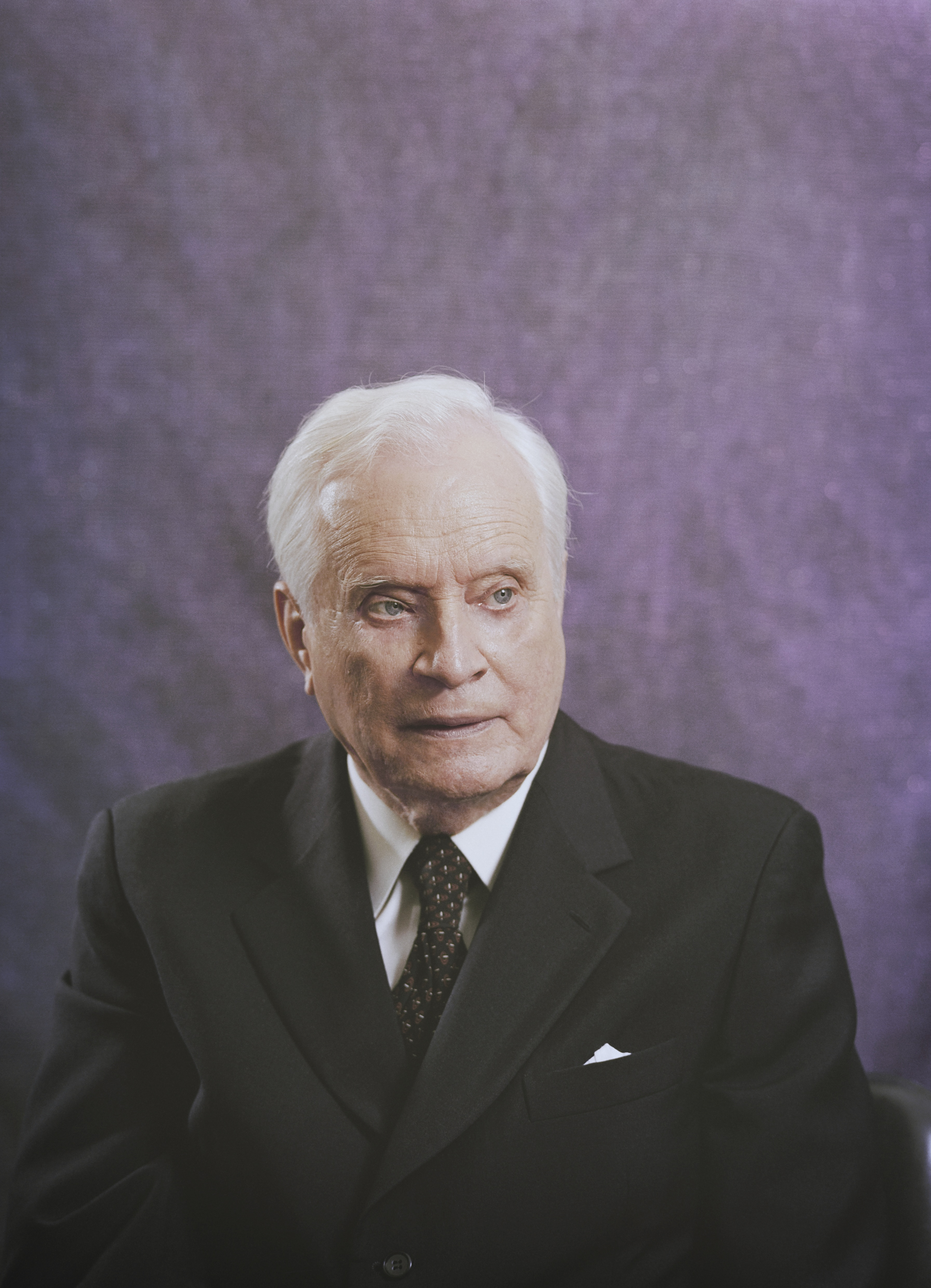
Nevanlinna im Jahr 1976

1954 wurde er Vorsitzender des Komitees für mechanische Maschinen, 1960 war die Rechenmaschine ESKO (elektroninen sarjakomputaattorie, finnisch für serieller Rechner) am Rechenzentrum der Universität Helsinki fertiggestellt.
1963 gab Nevanlinna seine Professur in Zürich auf und kehrte endgültig nach Finnland zurück. An seinem 70. Geburtstag im Jahre 1965 wurde er von seiner Stelle bei der Akademie von Finnland pensioniert. Noch am selben Tag trat er die Stelle des Kanzlers der Universität Turku an, die er bis 1970 innehatte.
Zwei Semester verbrachte er als Gastprofessor in den USA: 1965 an der Stanford University, 1970 an der University of California in San Diego.
1978 war er an der Organisation des Kongresses der IMU in Helsinki beteiligt und überreichte auch die Fields-Medaillen.
Anfang des Jahres 1980 wurde bei Nevanlinna Leberkrebs diagnostiziert, an dem er mehrere Monate später starb.

## Ehrungen
Neben der Finnischen Akademie der Wissenschaften war Nevanlinna Mitglied zehn weiterer Akademien und wissenschaftlichen Gesellschaften, darunter auch der Leopoldina.
Nevanlinna erhielt insgesamt acht Ehrendoktortitel, beginnend mit der Universität Heidelberg 1936.
1940 wurde ihm das Freiheitskreuz 2. Klasse in Zusammenhang mit seinen ballistischen Berechnungen verliehen.
Nach ihm benannt sind ein Asteroid und der Preis der IMU für theoretische Informatik, der seit 2022 allerdings (wegen der nationalsozialistischen Vergangenheit von Nevanlinna) in IMU-Abakus-Medaille umbenannt wurde.

## Sonstiges
Sein Bruder Frithiof Nevanlinna (1894–1977) war auch Mathematiker, der 1918 bei Ernst Lindelöf promovierte, in die Versicherungswirtschaft ging und 1950 bis 1962 Professor in Helsinki war als Nachfolger von Rolf Nevanlinna.

## Werke
Insgesamt stammen von Nevanlinna 127 Veröffentlichungen, sechs davon zusammen mit seinem Bruder Frithiof, zwei mit Veikko Paatero und je eine mit Hans Wittich und Paul Kustaanheimo.

### Funktionentheorie
- mit Frithiof Nevanlinna: Über die Eigenschaften analytischer Funktionen in der Umgebung einer singulären Stelle oder Linie. Acta Societatis Scientiarum Fennicae, 1922.
- Le théorème de Picard-Borel et la théorie des fonctions méromorphes. Gauthier-Villars, Paris 1929.
- Eindeutige analytische Funktionen. Springer, Berlin 1936, 1953, 1974.
- Uniformisierung. Springer, Berlin 1953.
- mit Veikko Paatero: Einführung in die Funktionentheorie. Birkhäuser, Basel 1965.

### Sonstiges
- mit Frithiof Nevanlinna: Absolute Analysis. Grundlehren der mathematischen Wissenschaften 102, Springer, Berlin 1959.
- Raum, Zeit und Relativität. Birkhäuser, Basel 1964.
- mit Paul Edwin Kustaanheimo: Grundlagen der Geometrie. Birkhäuser, Basel 1976.